# Geschiedenis van Toeva
De geschiedenis van Toeva is onder te verdelen in verschillende perioden. Gedurende lange tijd werd de Toevaanse cultuur en Toevaanse religie onderdrukt en werd de situatie in het gebied vooral bepaald door machtsfactoren van buiten het gebied. Pas vanaf de jaren 90 is er sprake van een vrije opbloei van de Toevaanse cultuur en religie.

## Prehistorie
Toeva is volgens Russische onderzoekers een van de oudste bewoonde gebieden in Siberië. Het gebied wordt al ongeveer 30.000 jaar bewoond en er zijn zelfs aanwijzingen dat het gebied al 100.000 tot 120.000 jaar geleden werd bewoond, maar bewijzen daarvoor zijn nog niet gevonden.

## Mongoolse periode
Toeva of Tannoe Toeva (Tannoe betekent taiga) werd in 1207 veroverd door de Mongoolse krijgsheer Dzjengis Khan. Door het Mongoolse feodale systeem, werd het gebied niet toegestaan haar eigen cultuur te ontwikkelen.

## Chinese periode
In 1757 werd het gebied veroverd door de Mantsjoes uit China en kwam onder de Qing-dynastie als de provincie Tannu-Urangchai. Vanaf de 19e eeuw begonnen Russen zich te vestigen binnen het gebied. Dit resulteerde in een verdrag tussen Rusland en China in de Conventie van Peking in 1860, dat toestond aan Russen zich er te vestigen, zij het dat ze alleen in boten of tenten mochten wonen. Vanaf 1881 mochten ze zich ook vestigen in gebouwen. De Russen vormden toen al een aardige kolonie en kregen een officiële politicus in Rusland die zich bezighield met hun zaken, conflicten regelde en toezicht hield op Toevaanse stamhoofden. Aan het einde van de 19e eeuw vond er een opstand door de Toevanen plaats tegen de Mantsjoese overheersers, die echter bloedig werd neergeslagen. De Toevanen waren in opstand gekomen omdat de Chinese regering aan het gebied zeer hoge belastingen oplegde, het gebied wilden integreren in de landelijke Mantsjoe cultuur en de Toevaanse cultuur onderdrukte.

## Russische invloed en onafhankelijkheid

### Ontstaan protectoraat Tannoe-Toeva
Tijdens de val van de Qing-dynastie in 1911 werd, ondersteund door het tsaristische Rusland, een onafhankelijkheidsbeweging op gang gebracht binnen Buiten-Mongolië, waaronder ook Tannu-Urangchai viel. De Mongolen en Toevanen deden hieraan graag mee. Het Chinese bezettingsleger werd verdreven en etnische Chinezen werden massaal uitgeroeid of verdreven. Nadat Russische nederzettingen werden aangevallen, stuurde tsaar Nicolaas II troepen naar het gebied. In 1912 splitste Tannoe Toeva zich af van China. Mongolië had dit een jaar eerder al gedaan. Beide landen stonden onder Russische bescherming.
Het Verdrag van Urga, waarin Mongolië en Tibet zich eenzijdig onafhankelijk verklaarden van China, bespoedigde ook de ontwikkelingen in Toeva.
In 1914 werd Tannoe-Toeva tot een Russisch protectoraat verklaard en de stad Belo-Tsarsk gesticht. Officieel werd dit gevraagd door een aantal prominente Toevanen, waaronder de 'Hoogste Boeddhistische Lama', maar het is ook mogelijk dat dit onder druk van het Russische leger tot stand kwam. De Chinezen protesteerden hiertegen sterk in de wereld. De wereld had het echter te druk met de Eerste Wereldoorlog die een maand eerder was uitgebroken. 
In 1915 werd een verdrag gesloten tussen Rusland en de Republiek China dat Tannoe-Toeva en Buiten-Mongolië onafhankelijk zouden blijven, hetzij onder Chinese invloed. Deze Chinese invloed was echter in werkelijkheid verdwenen en kwam ook niet meer terug.

### Onafhankelijkheid
In 1917 wist het onafhankelijkheidsleger in Toeva echter weer aan macht te winnen, doordat alle mogendheden, zoals Mongolen, Bolsjewieken en Mensjewieken(Rode Leger tegenover het Witte Leger na de Russische Revolutie) bezig waren met hun eigen oorlogen, waardoor een machtsvacuüm ontstaan was. In deze periode vonden veel ongeregeldheden plaats binnen de regio en in 1920 werd er een bericht door de lokale Russische machthebber gestuurd naar Lenin en Trotski, met de vraag of er een onafhankelijk Toeva moest komen, in verband met de gespannen situatie. In hetzelfde jaar stuurden dezen het Rode Leger naar Toeva en in januari van dat jaar werd Toeva veroverd en de stad Belo-Tsarsk hernoemd tot Kyzyl, wat 'rood' betekent. In 1921 werd, waarschijnlijk naar aanleiding van het door Lenin verklaarde "recht van zelfbeschikking" voor alle volken door de Bolsjewieken de Volksrepubliek Toeva gesticht. Deze republiek was niet zozeer een Toevaanse staat, maar meer een communistische staat, waar het vormen van een staat en natie in eerste instantie wel begon, maar die niet sterk genoeg was om in 1944 verder te gaan als republiek. Ook was de invloed van de Russische kolonisten groot in die regering en werd er aan het einde van de periode al toegewerkt naar de annexatie.
Zie verder: Volksrepubliek Toeva

## Inlijving in de Sovjet-Unie
In 1944 werd de staat weer geannexeerd door de Sovjet-Unie, die er een autonome oblast van maakte binnen de Russische Federatie (RSFSR). Dit gebeurde blijkbaar met toestemming van het Toevaanse parlement (Toevaans: Khural). De mening van de bevolking werd echter niet gevraagd. De leider van de voormalige volksrepubliek, Salchak Toka, de laatste president en de leider van de communisten werd de eerste secretaris van de Toevaanse Communistische Partij. Daarmee werd hij de de facto leider van de oblast. Op 10 oktober 1961 kreeg deze republiek de status van ASSR (Autonome republiek). De communistische regering ging gepaard met grootschalige ongewilde collectivisaties en de onderdrukking van de Toevaanse cultuur en religies.

## Opkomst onafhankelijkheidsbeweging en huidige politiek

### Periode rond de val van de Sovjet-Unie
In 1990 kwam de Toevaanse Democratische Beweging op, onder leiding van Kaadyr-ool Bicheldei, een filoloog van de Universiteit van Kyzyl. Deze beweging beloofde banen en huizenbouw, die erg schaars waren in die tijd. Ook beloofde ze dat de positie van de Toevaanse cultuur en taal zou worden verbeterd. Het resultaat was een serie van aanvallen op de Russische minderheid in het gebied later dat jaar, waarbij 88 doden vielen en die ertoe leiden dat het Russische leger het gebied moest bezetten. Een gevolg hiervan was dat veel Russen het gebied verlieten tijdens deze periode.

### Huidige politiek
Na het ontstaan van de Russische Federatie op 31 maart 1992 werd een nieuwe grondwet opgesteld voor Toeva op 22 oktober 1993. Deze grondwet voorzag in een parlement van 32 leden (Hoogste Hural) en een Hoofd Hural, die verantwoordelijk is voor buitenlandse zaken, ervoor zorgt dat de Toevaanse Wet boven alle andere wetten staat en dat veranderingen aan wet worden doorgevoerd. De grondwet werd aangenomen door middel van een referendum (62,2% stemde voor).
De eerste president, Sjerig-ool Oorzjak, werd verkozen in 1992 en bekleedde zijn functie tot 2007. Hij heeft een grote draagkracht onder zowel de Toevaanse als de Russische bevolking en heeft goede banden met de Russische regering. Zijn herverkiezingen verliepen echter niet eerlijk. In 2007 verloor hij de verkiezingen van Sjolban Kara-ool, wie overigens ook de steun van Poetin had.

### Chinese claims
De Volksrepubliek China en Taiwan hebben de Russische soevereiniteit over het gebied en Buiten-Mongolië tot op de dag van vandaag niet erkend en in sommige kaarten uit deze landen zijn deze gebieden bij het "Chinees grondgebied" gevoegd.